# Johann Salomon von Hülsen
Johann Salomon von Hülsen (* 6. April 1650 auf Popehnen (Amt Tapiau); † 15. März 1713 ebenda) war königlich-preußischer Generalmajor sowie Erbherr auf Popehnen und Legitten.

## Familie
Seine Eltern waren Wilhelm Friedrich von Hülsen (* 1620; † 3. Oktober 1690) und dessen Ehefrau Anna Gertraut von Raesfeld (1630–1695) aus dem Haus Raesfeld bei Münster. Sein Vater war Erbherr auf Popehnen, Linkehnen, Starkenberg und Legitten sowie Oberst zu Roß. Er hatte sich in den Türkenkriegen bereits ausgezeichnet und 1686 bei der Beisetzung des Großen Kurfürsten durfte er die Blutfahne tragen.

## Leben
Er warb am 13. Februar 1675 als Rittmeister eine Eskadron in Preußen. Während des Nordischen Krieges kam er mit dem Regiment nach Pommern. Er nahm an den Kämpfen gegen die Schweden auf Rügen teil. Am 8. Januar 1678 wurde die Eskadron dort aber zersprengt. Dennoch war er 1680 dann Major im Regiment Flemming. Am 12. April 1690 wurde er zum Oberstleutnant im Regiment Wartensberg (Küras.Nr. 1) ernannt. Am 22. Oktober 1696 wurde er Oberst des Regiments und am 12. Januar 1705 Generalmajor. Er kämpfte in den Schlachten von Höchstädt und dann in Italien unter dem Befehl von Leopold von Anhalt-Dessau.
In der Schlacht bei Cassano (1705) konnte er sich bei dem Angriff von sechs brandenburgischen Dragoner-Regimentern auf die Brücke bei Casina de poveri auszeichnen. 1706 kämpft er mit seiner Brigade in den Schlachten von Castiglione und Turin, 1707 bei Toulon und der Belagerung von Susa.
Vom König erhielt er am 21. Januar 1710 den Orden De la Générosité. Er zog sich auf seine Güter zurück und starb am 15. März 1713 auf Popehnen.
Er heiratete Katharina von Wallenrodt (* 16. Februar 1647; † 16. April 1728) Tochter von Gottfried von Wallenrodt und dessen zweiter Ehefrau Anna Maria von Nettelhorst und eine Schwester des Ministers Adam Christoph von Wallenrodt. Die Ehe blieb aber ohne Kinder.